# Listă de localități din raionul Soroca
Această listă conține satele și orașele din raionul Soroca, Republica Moldova.
| Denumire          | oraș / centru de comună / sat |
| ----------------- | ----------------------------- |
| Alexandru cel Bun | sat în comuna Volovița        |
| Balinți           | sat în comuna Iarova          |
| Balinții Noi      | sat în comuna Iarova          |
| Bădiceni          | centru de comună              |
| Băxani            | sat (comună)                  |
| Bulboci           | centru de comună              |
| Bulbocii Noi      | sat în comuna Bulboci         |
| Căinarii Vechi    | centru de comună              |
| Cerlina           | sat în comuna Nimereuca       |
| Cosăuți           | centru de comună              |
| Cremenciug        | centru de comună              |
| Cureșnița         | sat în comuna Holoșnița       |
| Cureșnița Nouă    | sat în comuna Șolcani         |
| Dărcăuți          | centru de comună              |
| Dărcăuții Noi     | sat în comuna Dărcăuți        |
| Decebal           | sat în comuna Tătărăuca Veche |
| Dubna             | sat (comună)                  |
| Dumbrăveni        | sat în comuna Vădeni          |
| Egoreni           | sat (comună)                  |
| Floriceni         | sat în comuna Căinarii Vechi  |
| Grigorăuca        | sat în comuna Bădiceni        |
| Holoșnița         | centru de comună              |
| Hristici          | sat (comună)                  |
| Iarova            | centru de comună              |
| Iorjnița          | sat în comuna Cosăuți         |
| Inundeni          | sat în comuna Vasilcău        |
| Livezi            | sat în comuna Cremenciug      |
| Lugovoe           | sat în comuna Regina Maria    |
| Mălcăuți          | sat în comuna Dărcăuți        |
| Nimereuca         | centru de comună              |
| Niorcani          | sat în comuna Tătărăuca Veche |
| Oclanda           | sat (comună)                  |
| Ocolina           | centru de comună              |
| Parcani           | centru de comună              |
| Pîrlița           | centru de comună              |
| Racovăț           | sat (comună)                  |
| Redi-Cereșnovăț   | sat (comună)                  |
| Regina Maria      | centru de comună              |
| Rublenița         | centru de comună              |
| Rublenița Nouă    | sat în comuna Rublenița       |
| Ruslanovca        | sat în comuna Vasilcău        |
| Rudi              | sat (comună)                  |
| Schineni          | centru de comună              |
| Schinenii Noi     | sat în comuna Schineni        |
| Slobozia-Cremene  | sat în comuna Vărăncău        |
| Slobozia Nouă     | sat în comuna Tătărăuca Veche |
| Slobozia-Vărăncău | sat în comuna Vărăncău        |
| Sobari            | sat în comuna Cremenciug      |
| Soloneț           | sat în comuna Stoicani        |
| Soroca            | municipiu, reședință de raion |
| Stoicani          | centru de comună              |
| Șeptelici         | sat (comună)                  |
| Șolcani           | centru de comună              |
| Tătărăuca Veche   | centru de comună              |
| Tolocănești       | sat în comuna Tătărăuca Veche |
| Trifăuți          | sat (comună)                  |
| Țepilova          | sat în comuna Ocolina         |
| Valea             | sat în comuna Cremenciug      |
| Vanțina           | sat în comuna Pîrlița         |
| Vanțina Mică      | sat în comuna Pîrlița         |
| Vasilcău          | centru de comună              |
| Vărăncău          | centru de comună              |
| Vădeni            | centru de comună              |
| Visoca            | sat (comună)                  |
| Voloave           | sat în comuna Parcani         |
| Volovița          | centru de comună              |
| Zastînca          | sat (comună)                  |